# 938年
| 千纪： | 1千纪 |
| 世纪： | 9世纪 \| 10世纪 \| 11世纪 |
| 年代： | 900年代 \| 910年代 \| 920年代 \| 930年代 \| 940年代 \| 950年代 \| 960年代 |
| 年份： | 933年 \| 934年 \| 935年 \| 936年 \| 937年 \| 938年 \| 939年 \| 940年 \| 941年 \| 942年 \| 943年                                                                                            |
| 纪年： | 戊戌年（狗年）；闽通文三年；于阗同慶二十七年；契丹天显十三年，会同元年；南汉大有十一年；后蜀广政元年；后晋（吴越、荆南、马楚）天福三年；南唐昇元二年；大理文德二年；日本承平八年，天慶元年 |

## 大事记
- 中国
  - 后晋石敬瑭割让燕雲十六州给辽国。
  - 天雄军节度使范延光向石敬瑭投降。
  - 靜海地區（今越南北部）軍閥矯公羨被楊廷藝部將吳權所殺，隨即吳權在白藤江之戰擊敗南漢。
- 交趾
  - 矯公羨被楊廷藝部將吳權所殺。

## 逝世
- 南吳睿帝楊溥
- 矯公羨，靜海地區（今越南北部）軍閥。